# Monasterio Iversky de Valdai
El monasterio Íverski de Valdái (en ruso: Валда́йский И́верский Богоро́дицкий Святоозе́рский монасты́рь) es un monasterio ortodoxo para hombres, en la isla de Selvitski, en el lago Valdái, a 10 kilómetros de la ciudad de Valdái. Es uno de los tres monasterios fundados por iniciativa del patriarca Nikon, junto con el monasterio de la Nueva Jerusalén y el monasterio de la Elevación de la Cruz ubicado en la bahía de Onega, en la isla de Kiy. 

## Historia
El 25 de julio de 1652, Nikon anunció su intención de fundar un monasterio similar al de Iviron (o Iveron) en el monte Athos. El zar Alejo I aprobó este proyecto y asignó los fondos necesarios para la construcción del monasterio. Según el testimonio de Pablo de Alepo, el proyecto debía seguir la tradición arquitectónica del monte Athos, e incluso la vestimenta de los monjes debía seguir las tradiciones monásticas griegas. 
La elección de la ubicación del monasterio proviene del patriarca Nikón durante su viaje al monasterio de Solovetsky para honrar las reliquias de Felipe II de Moscú. La construcción comenzó en el verano de 1653, con la edificación de dos iglesias de madera. La catedral (sin calefacción) está dedicada al ícono de Nuestra Señora de Íver y la iglesia vecina (con calefacción) a san Felipe II de Moscú. El patriarca nombró al archimandrita Dionisio como primer abad del monasterio.

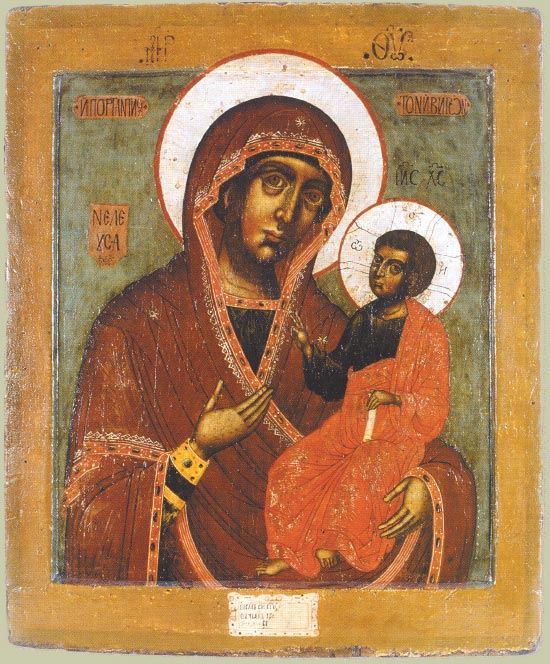
Icono ruso Virgen de Íver de finales del.

En su primera visita al monasterio en febrero de 1654, Nikón cambió el nombre de la aldea de Valdái a Madre de Dios, y renombró el lago Valdái como lago de los santos. Bendijo y consagró el lugar colocando la Biblia y la cruz. Todo el monasterio tomó el nombre de Sviatoozerski, es decir, del lago sagrado. 
En 1653, bajo la supervisión del patriarca, comenzó la construcción de la iglesia de piedra y los edificios del monasterio. Fue el propio Nikon quien consagró los lugares. En febrero de 1654 las santas reliquias de Jacobo Borovichski se transfirieron a las paredes del monasterio. 
En mayo de 1654, una carta del zar concedió al monasterio, además del lago Valdái y sus islas, los dominios de Borovichí y Vyshni Volochok, así como otros monasterios en las tierras de Nóvgorod. 
En 1655, se unieron al monasterio 70 hermanos bielorrusos del Monasterio de la Epifanía de Kutenski (en la ciudad de Orsha). Entre los monjes se encontraba el futuro Joaquín de Moscú, así como Isaac de Pólotsk, hermano de Simeón Pólotski. Estos nuevos monjes trajeron consigo todo lo que poseían, incluida una imprenta. Esto hizo posible imprimir libros y luego encuadernarlos.
En 1656, se completó la catedral de la Dormición del monasterio de Íverski. El 16 de diciembre  del mismo año, se consagró. A la consagración asistieron el metropolitano de Nóvgorod, Makari III, y el patriarca de Moscú, Pitirim, el arzobispo de Tver, Laurenti, y muchos otros clérigos de varias eparquías de Rusia. La catedral destaca por la sencillez y la monumentalidad de su arquitectura. 
A principios del XVIII, el monasterio cayó en ruinas. De 1712 a 1730, se atribuye con todas sus tierras al monasterio de san Alejandro Nevski. Incluso la campana se transportó a San Petersburgo. En 1764, el monasterio fue secularizado por la emperatriz Catalina II. 
En 1919, después de la Revolución de Octubre, el monasterio se transformó en un artel. Tenía 70 habitantes y poseía 5 hectáreas de terreno y 200 hectáreas de jardines, huertas, tierras de labor y pastos. 
En 1927, el artel estaba controlado por el Comisariado de Agricultura y en el informe administrativo se indicó que la comunidad estaba demasiado vinculada al icono milagroso de Iverski. De ello se deduce que la comunidad se disolvió y el icono en su oclad dorado se envió a una ubicación desconocida. 
Posteriormente, el monasterio se transformó sucesivamente en museo de historia, museo regional, taller, casa para inválidos durante la Segunda Guerra Mundial, escuela forestal para niños, sanatorio para enfermos de tuberculosis. En la década de 1970, se estableció una colonia en la isla, así como una casa de reposo. 

## Restauración e historia reciente
En 1991, el monasterio estaba en malas condiciones y se reunió con la eparquía de Novgorod. En 1998, el arzobispo Lev (Tserpitski) llevó a cabo una nueva consagración de la Iglesia de la Dormición. A finales de 2007, se llevó a cabo una restauración completa del monasterio. En 2006 se hizo un nuevo oclad para el icono de Nuestra Señora de Íverski. La Virgen fue bendecida en diciembre de 2006.
El 12 de enero de 2008, la consagración de la catedral de la Dormición del Monasterio de Íverski tuvo lugar en presencia del patriarca Alejo II. El patriarca cambió el nombre de la catedral que se convirtió en catedral del Icono de la Virgen María de Íverski (en lugar de catedral de la Dormición). Celebró la liturgia en la catedral. Después de la liturgia rezó, acompañado por el presidente de la Federación de Rusia, Vladímir Putin.
En abril de 2008, se tomó la decisión de dorar las cinco cúpulas de la catedral. El colorido actual de las fachadas y el dorado de las cúpulas no tiene precedentes en la historia del monasterio. 
El 19 de septiembre de 2009, Cirilo I de Moscú visitó el monasterio de Íverski. En enero de 2011, se completó la restauración del fresco en la Catedral de la Dormición de Íverski. 
Por decisión del Sínodo del 27-28 de diciembre de 2011, el metropolitano Lev es nombrado rector del monasterio de Íverski de Valdái. 

## Composición del conjunto arquitectónico
- Catedral de la Dormición del monasterio de la Madre de Dios de Íverski (1653-56)
- Refectorio de la Iglesia de la Epifanía (1657-58)
- Iglesia de la Puerta del arcángel Miguel (1680 al siglo XVIII)
- Iglesia de Felipe, metropolitano de Moscú (1874)
- Iglesia hospital de Jacobo Borovinski con un refectorio (1702, reconstruida en el siglo XIX)
- Campanario en pabellón (1679-89)
- Corpus del gobernador (siglo XVII)
- Corpus del tesoro (1680)
- Corpus de la fraternidad (inicio del siglo XVIII)
- Cuerpo hospitalario, salón, cuadra (siglo XIX)
- Muro de piedra con torres del siglo XVIII
- Torre Nikoláievskaya (1680)
- Capilla de los Panaevs (1870)

Monasterio Íverski de Valdái
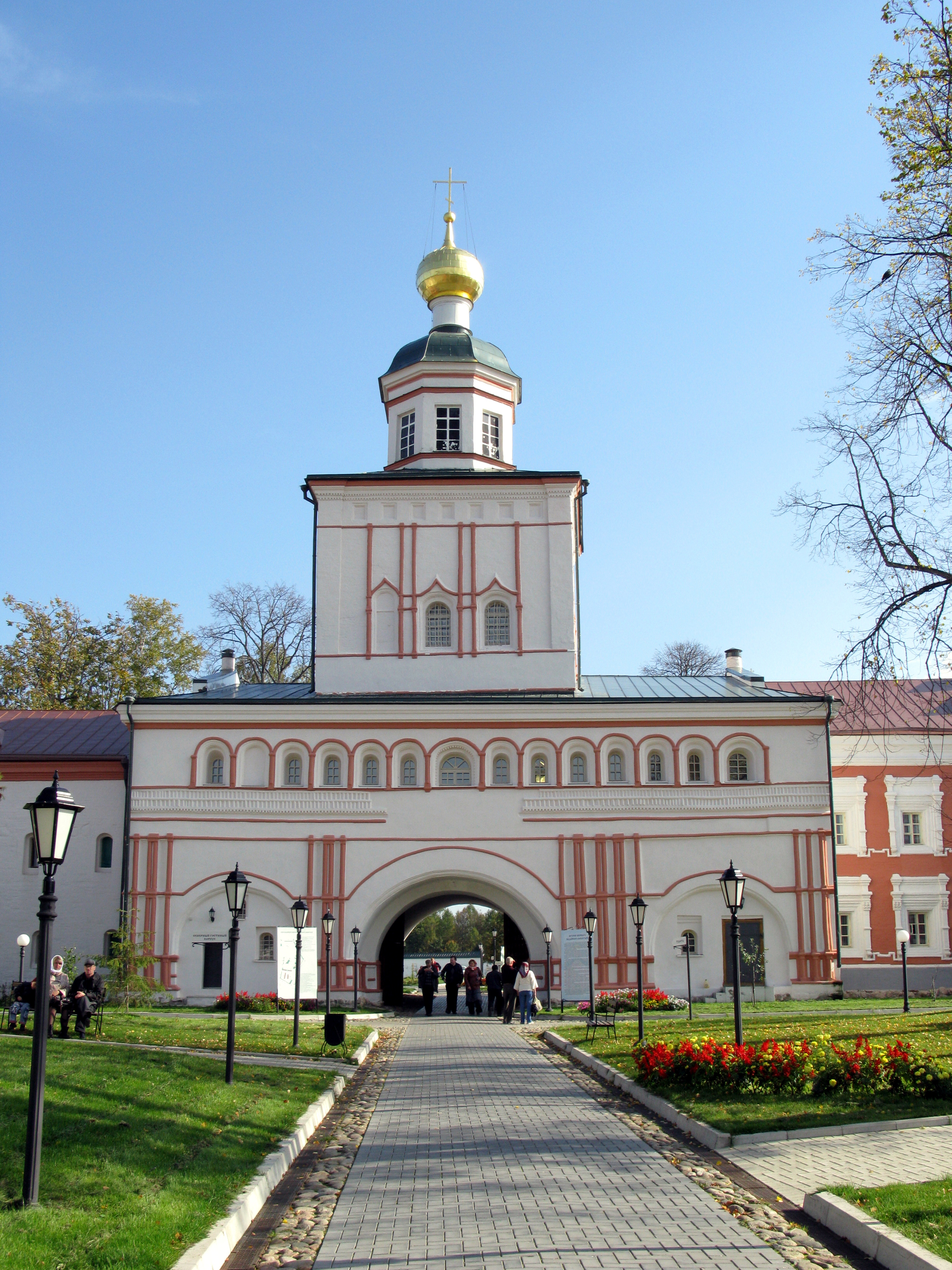
Iglesia de la puerta del arcángel Miguel
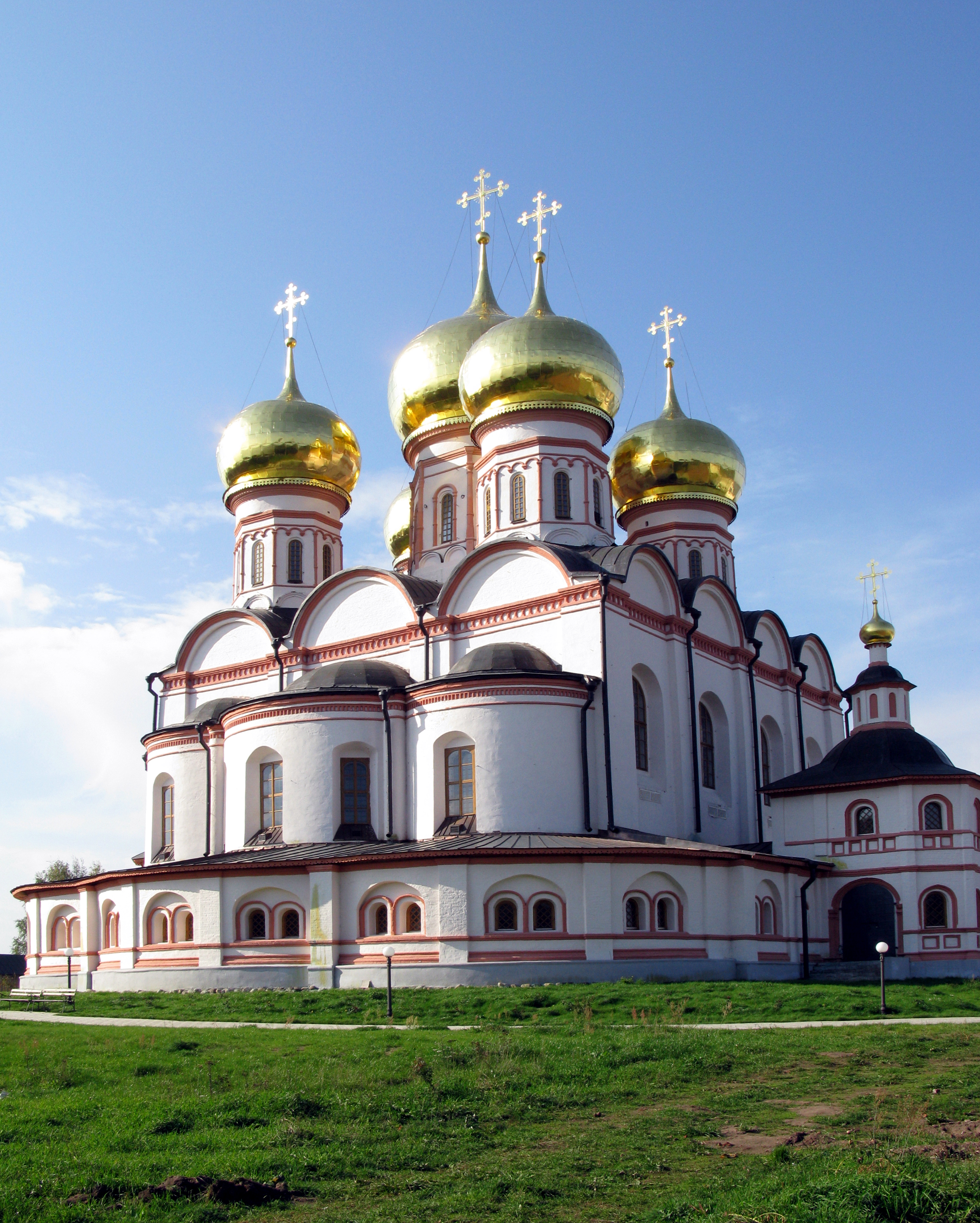
Catedral de Íverski
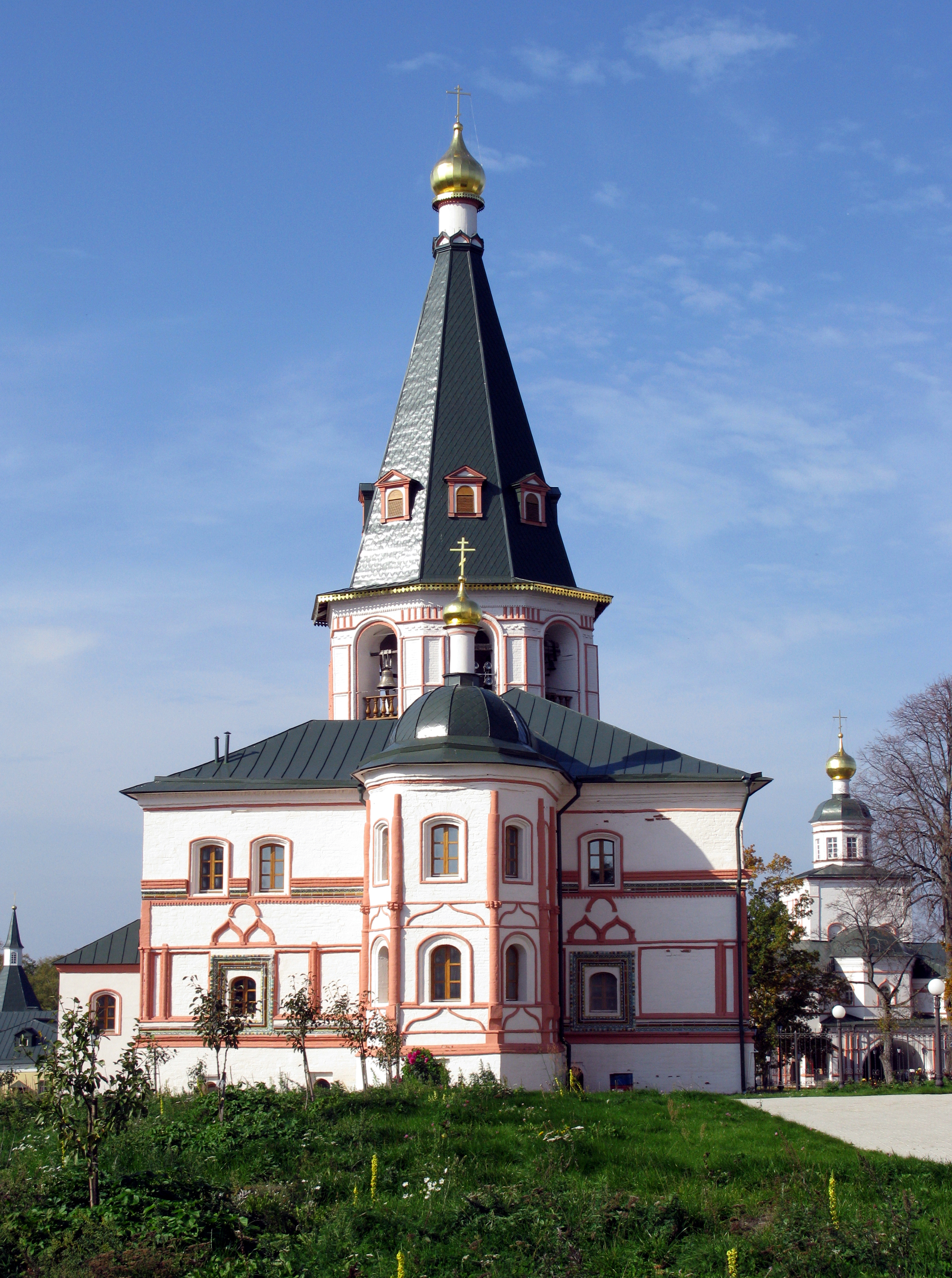
Corpus visto desde el este con el campanario
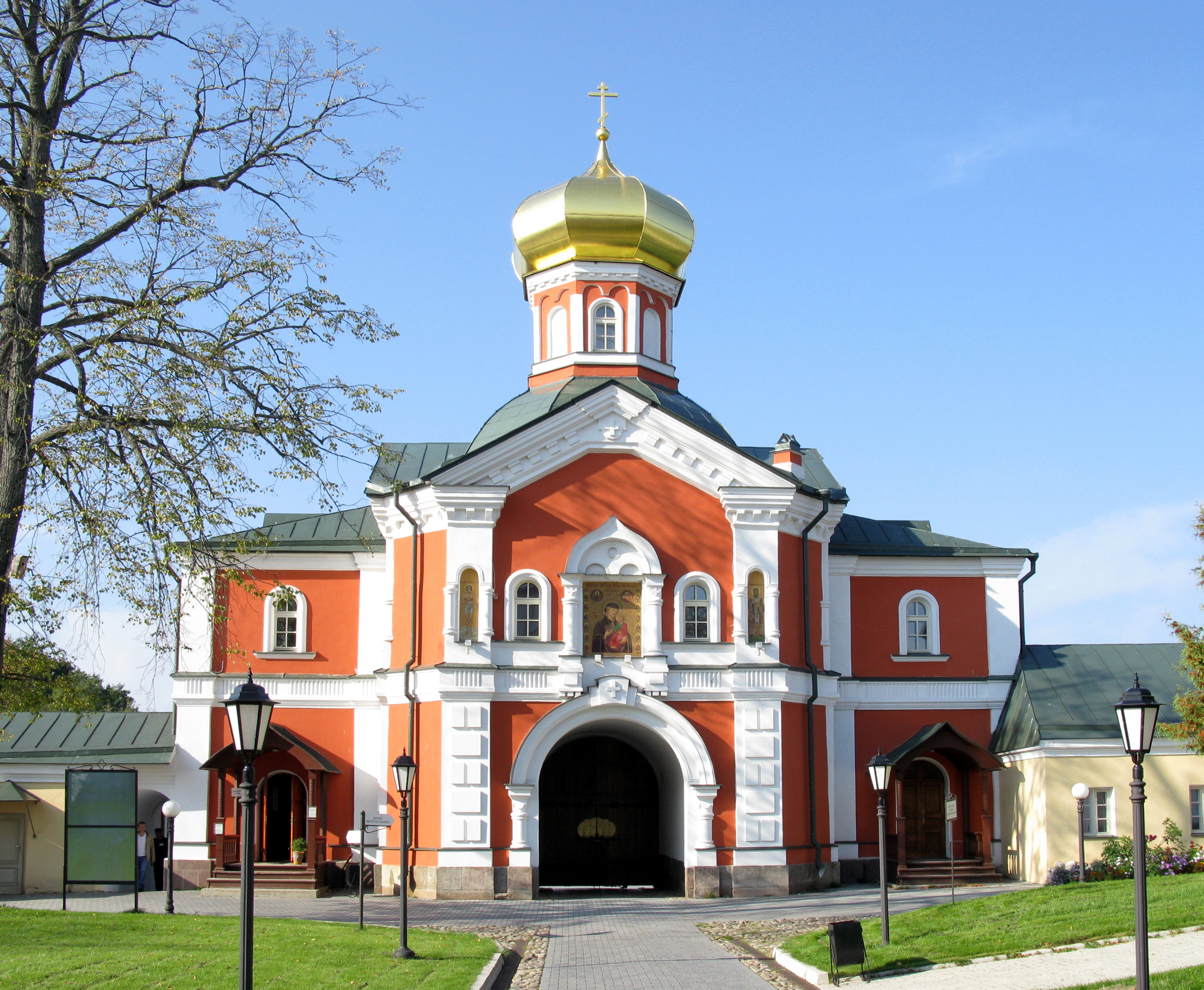
Puerta santa e iglesia de San Felipe
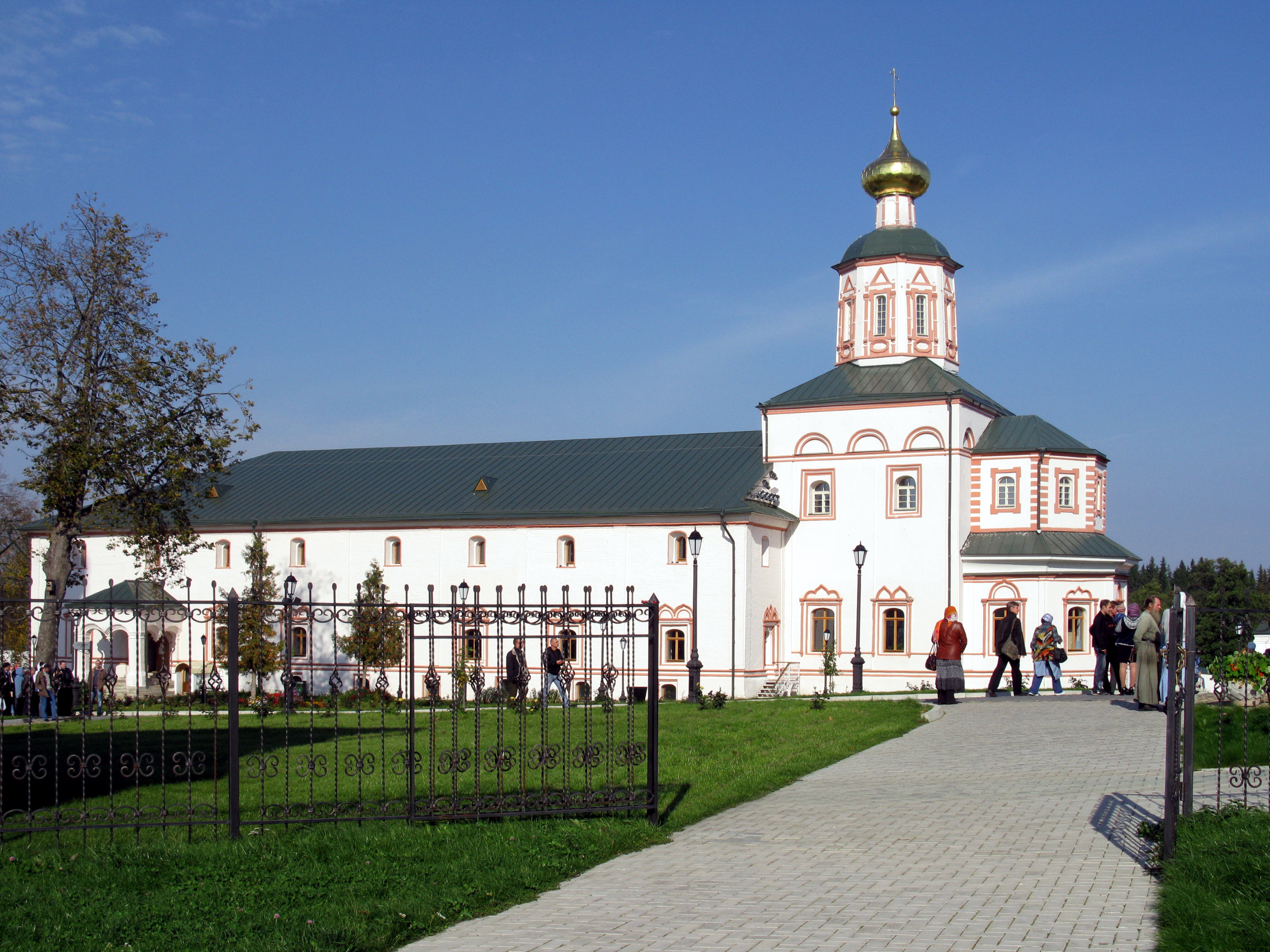
Refectorio y la iglesia de la Epifanía
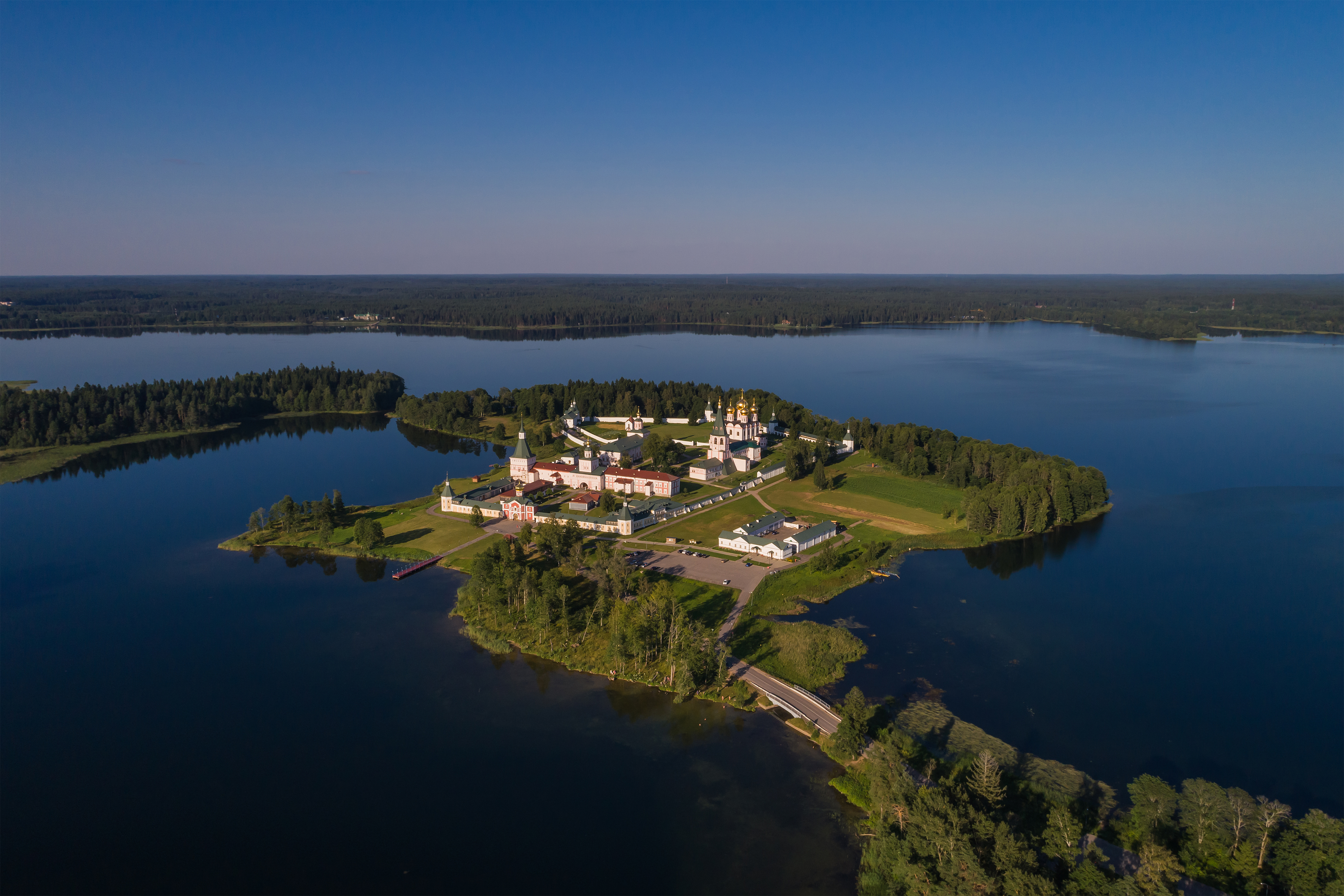
Otro panorama